# Gaio Letorio
Gaio Letorio (in latino Gaius Laetorius; Roma, ... – ...; fl. V secolo a.C.) è stato un politico romano.

## Biografia
Nel 471 a.C., consoli Appio Claudio Sabino Inregillense e Tito Quinzio Capitolino Barbato, come tribuno della plebe, replicò al discorso pronunciato da Appio Claudio, contro l'adozione della Lex Publilia Voleronis, proposta dal tribuno Publilio Volerone.
Dionigi di Alicarnasso lo descrive come il più venerabile ed esperto dei tribuni di quell'anno, buon commerciante e valente soldato.
Avendo Tito Quinzio Capitolino Barbato ottenuto il permesso della Plebe a che lui e Appio Claudio, potessero parlare nei Concilia Plebis Tributa, da cui i Patrizi erano esclusi,, Letorio parlò dopo che Appio ebbe pronunciata la propria arringa fortemente provocatoria nei confronti dei Plebei.
Letorio pronunciò un durissimo discorso per confutare le argomentazioni di Appio, rivendicando il ruolo e i diritti acquisti dai Plebei, ingiungendo infine ad Appio ad abbandonare l'assemblea popolare.
Al rifiuto del console, scortato dai propri clienti e dai littori, ordinò agli altri tribuni della plebe di condurlo in carcere. Solo l'intervento pacificatore di Tito Quinzio, riuscì ad evitare che la situazione degenerasse.
(Tito Livio, Ab Urbe Condita Libri, II, 56.)